# San Martino Buon Albergo
San Martino Buon Albergo är en ort och kommun i provinsen Verona i regionen Veneto i Italien. Kommunen hade 15 634 invånare (2018).